# Romario Kortzorg
Romario Kortzorg (Rotterdam, 25 agosto 1989) è un ex calciatore olandese, di ruolo attaccante.

## Palmarès

### Club

#### Competizioni nazionali
- Supercoppa di Romania: 1

Târgu Mureș: 2015